# Mélanie Thierry
Mélanie Thierry (ur. 17 lipca 1981 w Saint-Germain-en-Laye) – francuska modelka, aktorka filmowa i teatralna, znana m.in. z filmu 1900: Człowiek legenda.

## Życiorys
Dorastała w Sartrouville pod Paryżem. Od 1994 roku pracuje jako modelka. Debiutowała na paryskich wybiegach, by później znaleźć się w Mediolanie. Jest jedną z nielicznych modelek, które pomimo niskiego wzrostu (163 cm) przebiły się na rynek międzynarodowy. Mélanie ozdabiała pokazy: Chanel, Thierry’ego Muglera, Gucciego oraz Comme des Garçons. Wzięła udział w kampaniach reklamowych takich marek jak: Hermès, Krizia, Max Factor oraz Yves Saint Laurent. Jej twarz wielokrotnie zdobiła okładki: Elle, Madame Figaro oraz Marie Claire. Od 1998 roku Mélanie łączy pracę modelki z aktorstwem.
Przewodniczyła jury Złotej Kamery na 74. MFF w Cannes (2021).
Ma syna Romana (ur. 28 maja 2008) ze swoim długoletnim partnerem, piosenkarzem Raphaëlem.

## Filmografia
- 1998 – 1900: Człowiek legenda
- 1999 – Quasimodo d'El Paris
- 2000 – Canone Inverso
- 2002 – Jojo la frite
- 2007 – Chrysalis
- 2008 – Babylon A.D.
- 2008 – Largo Winch
- 2010 – L'Autre Dumas jako Charlotte Desrives, młoda rewolucjonistka
- 2010 – La Princesse de Montpensier jako Marie de Montpensier
- 2012 – Ombline
- 2013 – Teoria wszystkiego (The Zero Theorem) jako Bainsley
- 2015 – Cudowny dzień (A perfect day) jako Sophie
- 2016 – The Dancer jako Gabrielle